# Mukomuko (regentschap)
Mukomuko is een regentschap (kabupaten) in de provincie Bengkulu, op het eiland Sumatra, Indonesië. Het regentschap heeft een oppervlakte van 4037 km² en heeft 131.134 inwoners (200?). De hoofdstad van het regentschap is de gelijknamige stad Mukomuko.
Mukomuko grenst in het noorden aan het regentschap Zuid-Pesisir (provincie West-Sumatra) en het regentschap Kerinci (provincie Jambi), in het oosten aan het regentschappen Merangin en Kerinci (provincie Jambi) en in het zuiden aan het regentschap Bengkulu Utara.
Mukomuko is onderverdeeld in 5 onderdistricten (kecamatan):
- Lubuk Pinang
- Mukomuko Selatan
- Mukomuko Utara
- Pondok Suguh
- Teras Terunjam

Stadsgemeente: Bengkulu

Regentschappen: Bengkulu Selatan · Bengkulu Tengah · Bengkulu Utara · Kaur · Kepahiang · Lebong · Mukomuko · Rejang Lebong · Seluma